# Прощайте, фараоны!
«Прощайте, фараоны!» — советский художественный фильм режиссёров Вячеслава Винника и Давида Черкасского, снятый на Одесской киностудии в 1974 году по пьесе Алексея Коломийца «Фараоны».

## Сюжет
Извечный конфликт между мужчинами и женщинами. Увлечённому книжкой про древнеегипетских фараонов Николаю Тарану снится сон, в котором на общем собрании принимается решение, что на все мужские должности становятся женщины и наоборот.
Мужчины, было, решили, что не справятся женщины с управленческой работой, и со дня на день попросятся обратно. Для пущего эффекта решают каждую работу выполнять с песней. Однако уже на следующий день сталкиваются с тяжёлым физическим трудом в работах по дому, в коровниках, на полях и пр.
Проснувшись, Таран пересмотрел своё отношение к женщинам и к их труду.

## В ролях
- Николай Слёзка — Николай Таран, завмеханизацией
- Людмила Алфимова — Одарка Таран
- Владимир Ячминский — Оверко, бригадир
- Людмила Приходько — Ульяна
- Михаил Крамар — Онисько, завптицефермой
- Наталья Радолицкая — Катря
- Николай Шутько — Аристарх, бухгалтер
- Нонна Копержинская — Ганна
- Евгений Коваленко — Корней, ночной сторож
- Татьяна Алексеева — Хвылька
- Владимир Волков — Гриць
- Нина Матвиенко — Катерина

### В эпизодах
- Семён Крупник — продавец
- Раиса Пироженко
- Юрий Тавров — милиционер
- Зоя Недбай

## Съёмочная группа
- Автор сценария: Алексей Коломиец
- Режиссёр-постановщик: Вячеслав Винник при участии Давида Черкасского
- Оператор-постановщик: Фёдор Сильченко
- Художник-постановщик: Энрике Родригес при участии Радны Сахалтуева
- Композитор: Платон Майборода
- Текст песен: Михаил Ткач
- Звукооператор: Эдуард Гончаренко
- Звукорежиссёр: В. Винников
- Монтаж: Клавдия Алеева
- Художественный руководитель: Сергей Смеян
- Государственный симфонический оркестр УССР
  - Дирижёр: Стефан Турчак

## Факты
- Натурные съёмки проходили в селе Петрашовка (Тульчинский район, Винницкая область, Украина)[2]
- Оригинальная звуковая дорожка фильма — украинская (отчётливо видно по артикуляции). Так же существует переозвученная русская версия фильма.
- Художественным оформлением фильма в соавторстве с Энрике Родригесом занимался художник-мультипликатор Радна Сахалтуев.
- К 13 января 1975 года, когда фильм вышел на экраны, пьеса «Фараоны» с триумфом шла более чем в 70 украинских театрах.
- Актриса Нонна Копержинская, сыгравшая в фильме роль Ганны, исполняла её в спектакле «Фараоны» в постановке Киевского театра им. И. Франко.
- Выпуск фильма на DVD — в 2007 году (дистрибьютор: компания «Магнат», серия: «Золотая коллекция Одесской киностудии»)[3].